# 대화형 상거래
대화형 상거래(conversational commerce)는 다양한 대화 수단(전자상거래 웹사이트의 실시간 지원, 메신저 앱을 사용한 온라인 채팅, 메신저 앱이나 웹사이트 상의 챗봇, 음성 비서)을 통해, 또 음성 인식, 자연어 처리, 인공지능 등의 기술을 사용하여 수행되는 전자상거래이다.

## 개발

### 웹 채팅
라이브챗 소프트웨어와 라이브퍼슨 등의 기업들은 2000년대에 고객과 대리인 간의 실시간 대화 기능을 지원하였으며, 이후 소매업자들은 메신저 앱을 통해 서비스를 제공하기 시작했다.